# Шкробот Володимир Васильович
Володимир Васильович Шкробот (нар. 22 квітня 1951, м-ко, нині смт Гусятин Україна) — український вчений у галузі медицини, лікар-хірург, громадський діяч. Кандидат медичних наук (1995), доцент. Заслужений лікар України (1999). Дійсний член Української академії економічної кібернетики (2002). Син Василя, чоловік Світлани Шкроботів, батько Леоніда Шкробота. Праправнучатий племінник Тараса Шевченка по лінії Катерини Красицької, сестри поета[джерело?].

## Життєпис
Володимир Васильович Шкробот народився 22 квітня 1951 року в містечку (нині смт) Гусятині Тернопільської області, Україна.
Закінчив лікувальний факультет Тернопільського медичного інституту (1974, нині університет).
У м. Тернополі: 1974—1978 — хірург міської лікарні; 1978—1980 — лікар-хірург, згодом — заступник головного лікаря з хірургічної роботи обласної клінічної лікарні, водночас — головний позаштатний хірург обласного управління охорони здоров'я.
Від 2001 — головний лікар Тернопільської комунальної клінічної психоневрологічної лікарні, цього ж року стажувався у США (штат Вірджинія). Від 2005 — доцент кафедри шпитальної хірургії з урологією та реанімацією ТДМУ.
Кримінальні звинувачення
У листопаді 2024 року правоохоронці затримали Володимира Шкробота за підозрою у систематичному хабарництві. За даними слідства, він щомісяця отримував 40 тисяч гривень від підприємниці, яка надавала ритуальні послуги на території лікарні. Загальна сума задокументованих хабарів — 200 тисяч гривень.
Під час обшуків у нього та підприємиці вилучено понад 9,2 млн грн у валюті, документацію та чорнові записи. Йому інкримінують ч. 3 ст. 368 ККУ («Прийняття неправомірної вигоди службовою особою»), що передбачає до 10 років позбавлення волі з конфіскацією майна.
Запобіжний захід
Справу розглядає Печерський суд Києва. На підтримку Шкробота виступили народний депутат Микола Люшняк, аграрій Петро Гадз та архієпископ Тихон. Захист наполягає на особистому зобов’язанні, тоді як слідство клопоче про тримання під вартою.
Майно
Згідно з декларацією, має квартиру в Тернополі (117 кв. м), три земельні ділянки, житловий будинок (112 кв. м). Дружина Світлана Шкробот володіє двома будинками (317,4 та 362,3 кв. м) у Ходосівці під Києвом і в Тернополі, двома квартирами та земельними ділянками.
Частина нерухомості, якою володіє родина, пов’язана зі скандальним дерибаном землі у заповіднику «Загребелля» та фігурувала у кримінальному провадженні щодо підробки документів і зловживання владою.
Лікарняний та ухилення від суду
Після затримання Володимир Шкробот офіційно перебуває на лікарняному. Його адвокат заявив, що підозрюваний проходить курс променевої терапії у Львові та подав клопотання про участь у суді через відеозв’язок.
Громадський резонанс
Справа Шкробота набула широкого розголосу через високу посаду та значні вилучені кошти. Водночас у Тернополі давно циркулюють чутки про його значні статки та бізнес-інтереси, зокрема в сфері будівництва, хоча офіційно вони оформлені на інших осіб.
Пов’язані земельні скандали
Розслідування виявило, що будинок, у якому проживає родина Шкроботів, розташований на землі, яка фігурувала в кримінальній справі про підробку документів та зловживання владою. Його ділянка в парку «Загребелля» межує з землею ексчиновника Держгеокадастру Віктора Білецького, яка також була отримана за сумнівних обставин.
Судовий процес
10 січня 2025 року суд має ухвалити рішення щодо запобіжного заходу. Захист наполягає на особистому зобов’язанні, мотивуючи це станом здоров’я підозрюваного. Слідство ж вимагає тримання під вартою, посилаючись на ризик ухилення від правосуддя.

## Доробок
Автор більше 40 наукових праць, 20 рацпропозицій, 9 винаходів.

## Нагороди
- орден «За заслуги» І (2017)[2], II (2007) і III (2004) ступенів.
- Орден Князя Острозького 1-го ступеня УАПЦ (2001).
- Всеукраїнська премія імені С. Подолинського (2005).
- лауреат конкурсу «Людина року-2008» (Тернопільщина)